# (474158) 1999 FA
(474158) 1999 FA est un astéroïde Apollon découvert le 16 mars 1999 par LINEAR.
Sa distance minimale d'intersection de l'orbite terrestre est de 0,006179 ua soit 924 370 km. Il est classé comme potentiellement dangereux.

## Orbite
(474158) 1999 FA a un périhélie de 0,935 UA et un aphélie de 1,221 UA. Il met 409 jours pour faire le tour du Soleil.

## Passage près de la Terre
(474158) 1999 FA est passé à 1 602 200 km de la Terre le 6 mars 1999.